# 川口市立川口高等学校
川口市立川口高等学校（かわぐちしりつ かわぐちこうとうがっこう）は、かつて埼玉県川口市朝日五丁目にあった公立高等学校。2018年4月に川口市立川口高等学校・川口市立県陽高等学校・川口市立川口総合高等学校の三校が統合され川口市立高等学校となった。通称は「市立川口」（いちりつかわぐち）。高校の跡地は現在の川口市立高等学校の第2校地として使われている。
なお埼玉県立川口高等学校（こちらも設立当初は市立であった）は別の高等学校である。

## 設置していた学科
- 普通科
- 普通科　特進
- 国際ビジネス科

## 沿革
- 1956年 - 前身の埼玉県川口商業高等学校開校。
- 1959年2月 - 校歌制定（作詞：下山懋、作曲：土肥泰）
- 1965年 - 普通科設置に伴い校名を川口市立川口高等学校と改称。
- 1972年 - 現在地に移転。
- 1994年 - 商業科を国際ビジネス科に改組。
- 2008年3月8日 - 卒業式後、校長が脅迫容疑で任意同行を求められ、埼玉県警に逮捕された。
- 2008年4月 - 普通科に特進クラスを設置。また、特待生制度を導入。
- 2012年5月 - 少子化による生徒減に対応するため、川口市より川口市立川口高等学校・川口市立県陽高等学校・川口市立川口総合高等学校の三校を統合廃止し、新たに一校を開校する「新校基本計画」が発表された。川口総合高校校地に新校の校舎を新築するとともに第1グラウンドを設け、市立川口高校校地は第2グラウンドに再整備される。県陽高校校地は跡地利用を検討する。三校は2017年度まで生徒募集を継続する[1]。
- 2018年3月 - 同年4月の川口市立高等学校開校に伴い、閉校。在学生は川口市立高等学校に転校する。

## クラブ
吹奏楽部は1979年～1990年に輝かしい実績を残し、1979年の「第27回全日本吹奏楽コンクール」に初出場で金賞受賞。全日本吹奏楽コンクールに過去11回出場し、金賞6回（1979年・1980年・1981年・1984年・1985年・1987年）、銀賞5回（1982年・1986年・1988年・1989年・1990年）受賞した。1983年には「ウィーン世界青少年音楽祭」に日本代表として出場しグランプリ、高校部門最優秀賞、オーストリア国営放送賞の3賞を日本で初めて独占した。
野球部は1982年夏に斎藤雅樹を擁して初めて埼玉県大会決勝に進んだが、熊谷高校に1対3で敗戦。1988年・1997年と合計3回決勝に進みながら、甲子園出場は果たせていない。
運動部
- 野球部
- サッカー部
- ボート部
- バドミントン部
- ダンス部・・・『夏の日本高校ダンス部選手権』全国大会において、2010年東日本大会準優勝、『冬の日本高校ダンス部選手権』において、2017年優秀賞
- 陸上部
- バスケットボール部

など
文化部
- 吹奏楽部
- 演劇部
- 美術部
- 天文部
- 写真部

など
ほかにも部活動・同好会が多数ある。

## 著名な卒業生
- 老川慶喜：経済学者、鉄道史研究者、立教大学名誉教授[2]、さいたま市大宮盆栽美術館館長
- 相田寿美緒：元女優、元プロ野球選手・荒木大輔の妻
- 斎藤雅樹：元プロ野球選手、元読売ジャイアンツ投手、元コーチ
- 髙木伴：元プロ野球選手、元オリックス・バファローズ投手
- 並木秀尊：プロ野球選手、東京ヤクルトスワローズ外野手
- 長井秀夫：アマチュア野球選手、NTT東日本硬式野球部、同校、国士舘大学硬式野球部監督
- 口町亮：陸上競技選手、2015年全日本大学駅伝MVP受賞
- 宮原美佐子：元陸上競技選手、ソウル五輪マラソン日本代表、元川口市議会議員
- はりまりょう：手書きPOPライター
- 田口八重子：北朝鮮拉致被害者（中退）
- 湯浅亜実：ブレイクダンスダンサー

## 交通
- JR京浜東北線西川口駅東口・埼玉高速鉄道南鳩ヶ谷駅下車

国際興業バス
西川05西川口駅東口 - 南鳩ヶ谷駅入口 - 市立川口高校循環
西川05-2西川口駅東口→南鳩ヶ谷駅入口→朝日5丁目/西川05-3南平福祉会館→南鳩ヶ谷駅入口→西川口駅東口で
市立高校下車で徒歩2分
- JR京浜東北線川口駅東口・東武伊勢崎線草加駅西口

国際興業バス/東武バスセントラル
川13-2川口駅東口→十二月田中学校→西沼・川13川口駅東口 - 八幡木 - 新郷支所 - 峯八幡宮・川13-3蓮沼→八幡木→川口駅東口
川22川口駅東口 - 大竹 - 安行支所 - 安行出羽・川25川口駅東口 - 横道 - 安行出羽･川22-2川口駅東口 - 大竹 - 原
川11川口駅東口 - 新郷支所 - 横道 - 花栗 - 草加駅西口･川12川口駅東口 - 新堀 - 氷川町 - 草加駅西口
川10川口駅東口 - 大竹 - 安行支所 - 戸塚安行駅 - 新栄団地にて
朝日環境センター下車徒歩5分